# A Certain Scientific Railgun: Astral Buddy
A Certain Scientific Railgun: Astral Buddy (とある科学の超電磁砲外伝 アストラル・バディ?, Toaru kagaku no Rērugan gaiden: Asutoraru Badi) è un manga scritto da Kazuma Kamachi e disegnato da Yasuhito Nogi, che è stato serializzato dal 27 aprile 2017 al 27 luglio 2020 sulla rivista mensile Dengeki Daioh edita da ASCII Media Works. Il manga è uno spin-off A Certain Scientific Railgun, incentrato su una studentessa della scuola media Tokiwadai di nome Junko Hokaze e sul suo incontro con il "fantasma" di Senya Yūri.

## Trama
Junko Hokaze, la seconda in comando della cricca di Misaki Shokuhō nota per i suoi capelli ad anello color lavanda, viene perseguitata da una ragazza "fantasma" e inizia a indagare sulla sua presenza. L'evento si svolge in concomitanza con l'arco narrativo Dream Ranker della serie A Certain Scientific Railgun.

## Pubblicazione
Uno spin-off di A Certain Scientific Railgun è stato annunciato nel numero di maggio di Dengeki Daioh uscito il 27 marzo 2017, e ha iniziato la serializzazione nel numero successivo il 27 aprile. Kentarō Ogino, il curatore editoriale del manga, ha annunciato che la prima uscita dello spin-off coincideva con il decimo anniversario del manga principale. Il manga è scritto da Kazuma Kamachi e disegnato da Yasuhito Nogi, e presenta il character design di Kiyotaka Haimura. Astral Buddy si è concluso con l'uscita del numero di settembre 2020 della testata, uscito il 27 luglio 2020. I capitoli sono stati raccolti in 4 volumi tankōbon pubblicati dal 27 novembre 2017 al 26 ottobre 2020. Yasuhito Nogi in un tweet ha confermato che la storia originale di Astral Buddy non prevedeva la comparsa di Misaki Shokuhō, ma al suo posto sarebbe dovuta essere presente Mitsuko Kongō, tuttavia il cambio è stato apportato durante lo sviluppo della trama del manga.
La serie è distribuita anche in Nord America da Seven Seas Entertainment.

### Volumi
| 1 | 27 novembre 2017 | ISBN 978-4-0489-3434-3 |
| 1 | Capitoli (traduzioni letterali dei titoli) - 1. Non avvicinarti alla mia sorella maggiore! (私のお姉様に近づくな！?, Watashi no onēsama ni chikazukuna!) - 2. Chi diavolo sei? (あなたいったい何者ですか？?, Anata ittai nanimono desu ka?) - 3. Come pensavo, la regina non ha la borsa con sé (やはり女王にはそのお鞄がありませんと?, Yahari joō ni wa sono o-kaban ga arimasen to) - 4. Non so se dovrei svolgere il mio dovere (私でお役にたてるかわかりませんけど?, Watashi de o-yaku ni tateru ka wakarimasen kedo) - 5. Se vinco, lo prenderò come regalo! (優勝したらこいつをプレゼントだ！?, Yūshō shitara koitsu wo Purezento da!) |                        |
| 2 | 27 settembre 2018 | ISBN 978-4-0491-2050-9 |
| 2 | Capitoli (traduzioni letterali dei titoli) - 6. Arma finale (最後の武器?, Saigo no buki) - 7. Sei davvero invincibile (本気の貴女は無敵なんです?, Honki no kijo wa muteki nan desu) - 8. Regina (女王?, Joō) - 9. Ti fa male la testa? (あたま痛いのぉ??, Atama itai no~o?) - 10. Benvenute in 'Ideal' ☆ (ようこそ『内部進化』へ☆?, Yōkoso 'Aidearu' e ☆) - 11. Questa volta sul serio (今度こそ本気で?, Kondo koso Honki de) - 12. Non avevo alcun talento (私に才能はなかったけれど?, Watashi ni sainō wa nakatta keredo) - 12.5 Lezione privata (個人レッスン?, Kojin Ressun) |                        |
| 3 | 26 luglio 2019 | ISBN 978-4-0491-2643-3 |
| 3 | Capitoli (traduzioni letterali dei titoli) - 13. Il mondo in cui si trova quella persona (あの人のいる世界?, Ano hito no iru sekai) - 14. La "sorella maggiore" di tutti (みんなの『お姉さん』?, Min'na no 'onē-san') - 15. Il significato di nascere in questo mondo (この世に生まれた意味?, Konoyo ni umareta imi) - 16. Forte (強く?, Tsuyoku) - 17. Quindi, almeno... (だから せめて?, Dakara semete) - 18. Amiche strette (親友?, Shin'yū) - 19. Astral Buddy (アストラル・バディ?, Asutoraru Badi) |                        |
| 4 | 26 ottobre 2020 | ISBN 978-4-0491-3390-5 |
| 4 | Capitoli (traduzioni letterali dei titoli) - 20. Abilità rara (稀少力?, Kishōryoku) - 21. ...mi ha fatto un po' arrabbiare (少しカチンときました?, Sukoshi kachin to kimashita) - 22. Se fossi stata più forte (力があればなんてのは?, Chikara ga areba nante no wa) - 23. Se fossi una Livello 5 (私が超能力者なら?, Watashi ga Reberu 5 nara) - 24. Anche io ho un lato intelligente (わたくしだって頭脳派な一面が?, Watakushi datte zunō-hana ichimen ga) - 25. Coupling (共有?, Kappuringu) - 26. Come potrò mai battere questi geni? (どうやって天才共に?, Dōyatte koitsura ni) - 27. Rampage Dress (天衣装着?, Ranpeiji Doresu) - 28. Perché noi... (だってわたくしたち?, Datte watakushi-tachi) - 29. Il vento che spinge le vele (帆を押す風?, Ho wo osu kaze) - 30. Egoista (わがまま?, Wagamama) |                        |

## Accoglienza

### Vendite
A Certain Scientific Railgun: Astral Buddy si è classificato al 49º posto nella classifica dei migliori manga settimanali di Oricon tra il 27 novembre e il 3 dicembre 2017, con 16 711 copie totali stimate vendute del primo volume. Lo spin-off si è piazzato al 64º posto nella classifica dei manga settimanali di Amazon dal 26 ottobre al 1º novembre 2020.

### Critica
Robert McCarthy di Otaku USA ha recensito il primo volume di Astral Buddy, lodando la trama del manga ma descrivendo le tavole e le pagine come un pasticcio perché in alcune parti era difficile capire cosa volesse trasmettere. Ha criticato l'ingombro delle linee di velocità e la presentazione visiva dei poteri degli esper. L'uso continuo di mutandine e la "storia d'amore" tra i personaggi femminili lo hanno portato a considerare il manga come un fan service.